# كورملا (عباس الغربي)
کورملا (بالفارسية: کورملا) هي مستوطنة تقع في إيران في قسم عباس الغربي الريفي. يقدر عدد سكانها بـ 88 نسمة .